# Ilka Reinhardt
Ilka Reinhardt (1966) è una biologa tedesca ed esperta di lupi.
È insieme a Gesa Kluth fondatrice e direttrice del LUPUS - Istituto per il monitoraggio e la ricerca sui lupi in Germania e del Freundeskreis freilebender Wölfe. È stata nominata dal Ministero dell'ambiente e dell'agricoltura del Land Sassonia come commissaria per i lupi. Collabora con il Fondo internazionale per il benessere degli animali (IFAW) e Naturschutzbund Deutschland. Insieme a Sabina Nowak è membro della Large Carnivore Initiative for Europe e collabora con il Consorzio CEWolf.

## Biografia
Cresciuta a Potsdam e Berlino, ha svolto per la prima volta un apprendistato come operaia specializzata nella produzione animale. Dopo la riunificazione tedesca ha studiato biologia e ha trovato il suo principale interesse per la biologia della fauna selvatica. Ha partecipato a un progetto sugli orsi in Slovenia e ha lavorato sui tassi in Svizzera. Il tema della sua tesi di laurea è la lince in Slovenia. Dopo il diploma ha incontrato Gesa Kluth a Berlino, con la quale ha fondato il Wildbiologisches Büro LUPUS a Spreewitz nel 2003. Come Sabina Nowak, Ilka Reinhardt è diventata membro della Large Carnivore Initiative for Europe (LCIE) sotto la presidenza di Luigi Boitani. Insieme a Gesa Kluth ha supervisionato e promosso, secondo le sue istruzioni, la reimmigrazione dei lupi in Germania. A nome del Bundesamt für Naturschutz, le due donne hanno svolto un ruolo chiave nello sviluppo degli standard per il monitoraggio dei lupi in Germania. Esse svolgono corsi di formazione sul monitoraggio dei lupi per gli interessati provenienti dalla Germania e dai paesi confinanti.

## Lezioni
Nel 2013 è intervenuta come relatrice al Simposio Internazionale del Lupo al Wolfcenter di Dörverden.
In qualità di relatrice alla NABU Wolf Conference 2015, ha fornito informazioni sullo stato di conservazione del lupo, sullo sviluppo della popolazione e sul monitoraggio. Ha dichiarato: "C'è un costante dibattito sull'opportunità di inserire il lupo nell'allegato IV o V della direttiva Habitat. I Paesi fondatori dell'UE lo hanno classificato nella IV. È stato facile, perché questi paesi erano praticamente senza lupo. I paesi che hanno aderito all'UE hanno poi negoziato la sua inclusione nell'allegato V proprio perché i lupi erano già presenti lì. Gli animali sono protetti nell'allegato V, ma la caccia legale può essere effettuata a determinate condizioni. Ad esempio, i lupi sono cacciati come specie dell'allegato V nei Paesi baltici, ma non in Polonia. Il modo in cui viene compilato lo status di protezione è di competenza del paese interessato".

## Pubblicazioni
- Ilka Reinhardt, Gesa Kluth: Vivere con i lupi - Linee guida per affrontare una specie soggetta a conflitti in Germania. 2007
- H. Ansorge, M. Holzapfel, G. Kluth, I. Reinhardt and C. Wagner: Il ritorno dei lupi Archiviato l'8 febbraio 2018 in Internet Archive.. In: Biology of our time. Volume 40, 2010, pages 244-253.
- Ilka Reinhardt, Gesa Kluth, Sabina Nowak, Robert W. Mysłajek: Una revisione della gestione dei lupi in Polonia e in Germania con raccomandazioni per la futura collaborazione transfrontaliera 2013
- Ilka Reinhardt, Gesa Kluth: Lupi in Europa e in Germania - Stato, distribuzione e monitoraggio Istituto LUPUS per il monitoraggio e la ricerca sul lupo in Germania 2014.
- Ilka Reinhardt, Gesa Kluth, Sabina Nowak, Robert W. Mysłajek: Norme per il monitoraggio della popolazione di lupi dell'Europa centrale in Germania e Polonia 2015
- Ilka Reinhardt, Petra Kaczensky, Felix Knauer, Georg Rauer, Gesa Kluth, Sybille Wölfl, Ditmar Huckschlag, Ulrich Wotschikowsky: Monitoraggio di lupo, lince e orso in Germania 2015.
- Ilka Reinhardt come coautore in: Luigi Boitani: Linee guida per i piani di gestione dei grandi carnivori a livello di popolazione Archiviato il 16 ottobre 2020 in Internet Archive.